# Benny Safdie
Pour les articles homonymes, voir Safdie.
Benjamin « Benny » Safdie est réalisateur, scénariste et producteur américain né le 24 février 1986 à New York. Il a un temps travaillé avec son frère Josh Safdie, avant d'entamer une carrière en solo. Il officie parfois comme acteur.

## Biographie

### Jeunesse et études
Benjamin Safdie nait le 24 février 1986 à New York, fils de Amy et Alberto Safdie. Après le divorce de leurs parents, lui et son frère Josh partagent leur enfance entre leur père dans le Queens et leur mère et son beau-père à Manhattan.
Benny fréquente la Columbia Grammar & Preparatory School (en) à Manhattan avant de sortir diplômé de l'école Boston University College of Communication (en) en 2008.

### Carrière
Sa carrière débute avec le court métrage The Adventures of Slaters's Friend (2005), coécrit et coréalisé avec son frère. Il participe ensuite à l'écriture des courts If You See Something, Say Something (2006) et The Back of Her Head (2007), réalisés par son frère. En 2007, il réalise son premier court métrage solo, John's Lonely Trip to Coney Island, suivi de The Story of Charles Riverbank l'année suivante. Peu après, son frère coécrit et réalise son premier long métrage, The Pleasure of Being Robbed. Benny Safdie participe au montage. Le long métrage est présenté au festival South by Southwest en mars 2008, puis à la Quinzaine des réalisateurs au festival de Cannes 2008.
Les frères Sadfie réalisent et écrivent ensuite leur premier film commun, Lenny and the Kids — parfois titré Go Get Some Rosemary ou Daddy Longlegs —, qui sort en 2009. Il met en scène Ronald Bronstein et est à nouveau présenté à Cannes en 2009, toujours à la Quinzaine des réalisateurs.
Josh et Benny continuent en parallèle de réaliser des courts métrages, dont The Black Balloon (2012), récompensé dans divers festivals dont le festival du film de Sundance 2012. Les deux frères réalisent ensuite un documentaire sur le joueur de base-ball Lenny Cooke (en). Le documentaire, intitulé sobrement Lenny Cooke est présenté au festival du film de Tribeca 2013,
Toujours avec son frère, il réalise ensuite le long métrage Mad Love in New York (Heaven Knows What en VO), présenté à la Mostra de Venise 2014. Le film s'inspire en partie de la vie d'Arielle Holmes, qui tient l'un des rôles principaux. Le film reçoit des critiques globalement positives,.
Les deux frères mettent ensuite en scène le thriller policier Good Time. Il est présenté au festival de Cannes 2017, cette fois en compétition officielle pour la Palme d'or. Là encore, les critiques sont plutôt bonnes,, mais le film est un échec au box-office avec seulement 3 millions de dollars récoltés dans le monde. Toujours en 2017, les frères Safdie réalisent le clip de Marcy Me pour Jay-Z. Acteur occasionnel, comme son frère, il apparait notamment dans le film Manhattan Stories (2017) de Dustin Guy Defa.
Avec son frère, il dirige ensuite Adam Sandler, Lakeith Stanfield ou encore Julia Fox dans Uncut Gems. Produit par Martin Scorsese, le film est diffusé sur Netflix en 2019. Les Safdie remportent notamment le Independent Spirit Award de la meilleure réalisation.
En 2021, il apparait dans un rôle secondaire dans le film Licorice Pizza de Paul Thomas Anderson. L'année suivante, il joue dans le film français Stars at Noon de Claire Denis ainsi que dans un épisode de la série Obi-Wan Kenobi. En 2023, il joue dans Dieu, tu es là ? C'est moi, Margaret de Kelly Fremon Craig et dans Oppenheimer de Christopher Nolan. Toujours en 2023, est lancée la série The Curse, qu'il a développée avec Nathan Fielder.
En 2024, il est annoncé que Josh et Benny ne réaliseront plus de films ensemble et poursuivront une carrière solo. Benny décrit cette séparation comme amicale, la qualifiant de « progression naturelle de ce que nous souhaitons chacun explorer. » Son premier film solo est The Smashing Machine. Annoncé en décembre 2023, le long métrage est un film biographique sur Mark Kerr, développé par A24. Benny Safdie participe également à l'écriture, alors que Dwayne Johnson tient le rôle principal. Le film sortira fin 2025.

### Vie privée
Benny Safdie est Juif. Son père, qui est né en Italie, a grandi en France est un descendant de Séfarades et de Juifs syriens,,,. Sa mère a des origines russes. Son grand oncle est l'architecte Moshe Safdie.
Benny Safdie est marié à Ava Rawski avec laquelle il a deux fils.

## Filmographie
Sauf indication contraire, les informations mentionnées dans cette section peuvent être confirmées par les bases de données cinématographiques IMDb et Allociné,  présentes dans la section « Liens externes ».

### Carrière solo

#### Réalisateur
- 2007 : John's Lonely Trip to Coney Island (court métrage)
- 2008 : The Story of Charles Riverbank (court métrage)
- 2008 : The Acquaintances of a Lonely John (court métrage)
- 2025 : The Smashing Machine

#### Scénariste
- 2006 : If You See Something, Say Something (court métrage) de Josh Safdie
- 2023-2024 : The Curse (série TV) - 10 épisodes
- 2025 : The Smashing Machine de lui-même

#### Monteur
- 2008 : The Pleasure of Being Robbed de Josh Safdie
- 2009 : Lenny and the Kids de lui-même et Josh Safdie
- 2010 : John's Gone (court métrage) de lui-même et Josh Safdie
- 2012 : The Black Balloon (court métrage) de lui-même et Josh Safdie
- 2014 : Lenny Cooke (documentaire) de lui-même et Josh Safdie
- 2014 : Mad Love in New York (Heaven Knows What) de lui-même et Josh Safdie
- 2017 : Good Time de lui-même et Josh Safdie
- 2019 : Uncut Gems de lui-même et Josh Safdie
- 2023 : The Curse (série TV) - 1 épisode
- 2025 : The Smashing Machine de lui-même

#### Producteur
- 2022 : Funny Pages d'Owen Kline
- 2023 : Thank You Very Much d'Alex Braverman
- 2023-2024 : The Curse (série TV) - 10 épisodes
- 2023 : Love Has Won: The Cult of Mother God (documentaire) de Hannah Olson

#### Acteur
- 2004 : Alberto Lives in a Bathroom (court métrage) de Josh Safdie : Benny le vendeur
- 2006 : If You See Something, Say Something (court métrage) de Josh Safdie : l'homme d'affaires numéro 2
- 2006 : The Ralph Handel Story (court métrage) de lui-même et Josh Safdie : Ralph Handel
- 2006 : I Think I'm Missing Parts (court métrage) de Josh Safdie
- 2007 : John's Lonely Trip to Coney Island (court métrage) de lui-même : John
- 2008 : The Story of Charles Riverbank (court métrage) de lui-même : Charles Riverbank
- 2008 : Yeast de Mary Bronstein : Riverguy #2
- 2008 : The Acquaintances of a Lonely John (court métrage) de lui-même : John
- 2008 : There's Nothing You Can Do (court métrage) de lui-même et Josh Safdie
- 2009 : La corsa (court métrage) de Trevor Joyce : Federico
- 2010 : John's Gone (court métrage) de lui-même et Josh Safdie : John
- 2010 : Why? (This Movie Exists) (court métrage) de lui-même et Josh Safdie
- 2012 : Solid Gold (court métrage) de lui-même et Josh Safdie : Goldman
- 2016 : Togetherness (série TV) - 1 épisode : Craddock Brother #2
- 2017 : Manhattan Stories (Person to Person) de Dustin Guy Defa : Eugene
- 2017 : Good Time de lui-même et Josh Safdie : Nick Nikas
- 2020 : Goldman v Silverman (court métrage) de lui-même et Josh Safdie : Al Silverman
- 2020 : Pieces of a Woman de Kornél Mundruczó : Chris
- 2021 : Licorice Pizza de Paul Thomas Anderson : Joel Wachs
- 2022 : Obi-Wan Kenobi (série TV) - 1 épisode : Nari
- 2023 : Dieu, tu es là ? C'est moi, Margaret (Are You There God? It's Me, Margaret.) de Kelly Fremon Craig : Herb Simon
- 2023 : Oppenheimer de Christopher Nolan : Edward Teller
- 2023-2024 : The Curse (série TV) - 10 épisodes : Dougie Shecter
- 2025 : Happy Gilmore 2 de Kyle Newacheck
- 2026 : The Odyssey de Christopher Nolan

## Distinctions principales
(en) Récompenses pour Benny Safdie sur l’Internet Movie Database

### Récompenses
- Film Independent's Spirit Awards 2009 : prix John-Cassavetes pour Lenny and the Kids (avec son frère)
- Festival du film de Sundance 2012 : prix du public du court métrage pour The Black Balloon (avec son frère)
- South by Southwest 2012 : prix Wolphin du court métrage pour The Black Balloon (avec son frère)
- Festival international du film de Tokyo 2014 : grand prix pour Mad Love in New York (avec son frère)
- Mostra de Venise 2014 : prix CICAE pour Mad Love in New York (avec son frère)
- Florida Film Critics Circle Awards 2019 : meilleur scénario original pour Uncut Gems (avec son frère et Ronald Bronstein)
- National Board of Review Awards 2019 : meilleur scénario original pour Uncut Gems (avec son frère et Ronald Bronstein)
- New York Film Critics Circle Awards 2019 : meilleur réalisateur pour Uncut Gems (avec son frère)
- San Diego Film Critics Society Awards 2019 : meilleur réalisateur pour Uncut Gems (avec son frère)
- Film Independent's Spirit Awards 2020 : meilleur réalisateur pour Uncut Gems (avec son frère)

### Nominations
- Festival du film de Belfort - Entrevues 2009 : grand prix du meilleur film pour Lenny and the Kids (avec son frère)
- Festival international du film de Gijón 2009 : grand prix Asturias du meilleur film pour Lenny and the Kids (avec son frère)
- Festival international du cinéma indépendant de Buenos Aires 2010 : meilleur film pour Lenny and the Kids (avec son frère)
- Critics' Choice Movie Awards 2020 : meilleure réalisation pour Uncut Gems (avec son frère)
- Primetime Emmy Awards 2024 : meilleure série documentaire pour Telemarketers